# Свинюха (річка)
Свиню́ха — річка в Україні, в межах Тернопільського району Тернопільської області. Права притока Нішли (басейн Серету). 

## Опис
Довжина близько 10 км. Річка типово рівнинна з вузькою долиною. Річище слабозвивисте. Є кілька ставків. 

## Розташування
Свинюха бере початок на північний захід від села Багатківці. Тече переважно на південний схід, протікає через село Дворіччя і впадає до Нішли в селі Ладичин. 